# 山口県の市町村章一覧
山口県の市町村章一覧（やまぐちけんのしちょうそんしょういちらん）は、山口県内の市町村に制定されている、あるいは制定されていた市町村章の一覧である。なお、一覧の順序は全国地方公共団体コード順による。廃止された市町村章は廃止日から順に掲載している。

## 市部
| 市           | 市章                       | 由来                                               | 制定日         | 備考 |
| ------------ | -------------------------- | -------------------------------------------------- | -------------- | --- |
| 下関市       |                            | 「しも」を表している                               | 2005年10月1日  | 2代目の市章である                                                                                       |
| 宇部市       |                            | 「ウへ」を上下に重ねて図案化したもの               | 1922年5月7日   | |
| 山口市       |                            | 「山口」を象っている                               | 2006年5月30日  | 旧・山口市制時の1944年11月5日に制定され、市制施行後に継承される 2代目の市章である                       |
| 萩市         |                            | 土塀を表している                                   | 2005年11月12日 | 3代目の市章である                                                                                       |
| 防府市       |                            | 「ハウ」を表し、四つの「フ」を配している           | 1937年11月11日 | |
| 下松市       |                            | 「下」と笠戸湾を表している                         | 1940年7月19日  | |
| 岩国市       |                            | 五つある錦帯橋の反り橋と五枚の桜の花弁を表している | 1940年9月18日  | 新・岩国市制時に継承される                                                                              |
| 光市         |                            | 全体で「光」を表している                           | 2004年10月4日  | 色は青色が指定されている 3代目の市章である                                                              |
| 長門市       | （青色） （緑色） （赤色） | 「n」を図案化したもの                              | 2005年9月30日  | 色は青色が指定されている（メインカラー） 色は緑色と赤色が指定されている（サブカラー） 2代目の市章である |
| 柳井市       |                            | 柳井の「Y」・柳の葉・自然・風・波・海を表したもの  | 2005年10月1日  | 色は青色と緑色と黄緑色が指定されている 2代目の市章である                                                |
| 美祢市       |                            | 「M」を図案化したもの                              | 2009年4月4日   | 色は緑色・黄緑色・白色が指定されている 2代目の市章である                                                |
| 周南市       |                            | 「し」を図案化したもの                             | 2003年10月22日 | 色は青色と群青色が指定されている                                                                        |
| 山陽小野田市 |                            | 「山」・「小」を図案化したもの                     | 2006年2月1日   | 色は群青色が指定されている                                                                              |

## 町村部
| 郡     | 町村       | 町村章 | 由来                                                   | 制定日        | 備考                                                                                 |
| ------ | ---------- | ------ | ------------------------------------------------------ | ------------- | ------------------------------------------------------------------------------------ |
| 大島郡 | 周防大島町 |        | 「SO」を表している                                     | 2005年6月11日 | 色は緑色・青色・橙色が指定されている                                                 |
| 玖珂郡 | 和木町     |        | 「ワキ」を図案化したもの                               | 1953年7月1日  | 和木村章として制定され、町制施行後に継承される                                       |
| 熊毛郡 | 上関町     |        | 「上関」を図案化したもの                               | 1960年4月1日  |                                                                                      |
| 熊毛郡 | 田布施町   |        | 「た」を円形に図案化し、左右は両翼の翼を想像したもの   | 1960年1月1日  |                                                                                      |
| 熊毛郡 | 平生町     |        | 「平生」・「山」・「錨」・「塩」を円形に図案化したもの | 1956年2月1日  |                                                                                      |
| 阿武郡 | 阿武町     |        | 「アブ」を渦巻の形に図案化したもの                     | 1966年11月1日 | 1964年3月に制定され、1965年11月に町章を基に町旗を制定し、1966年11月1日に再制定される |

## 廃止された市町村章
| 市郡     | 町村     | 市町村章 | 由来 | 制定日                  | 廃止日         | 備考                                                                                   |
| -------- | -------- | -------- | --- | ----------------------- | -------------- | -------------------------------------------------------------------------------------- |
| 萩市     |          |          | 「巴」を表している | 1913年12月18日          | 1934年3月13日  | 萩町章として制定され、初代の市章である                                                 |
| 佐波郡   | 防府町   |          | 桜の花を表している | 1902年1月1日            | 1936年8月25日  |                                                                                        |
| 光市     |          |          | 「光」を図案化したもの                                                                                                | 1944年1月27日           | 1948年1月26日  | 初代の市章である                                                                       |
| 徳山市   |          |          | 「10」の「く」と、「山」を図案化                                                                                      | 制定されていない        | 1953年11月26日 | 徳山市吏員の徽章が暫定として使用され、市章は制定されていなかった                       |
| 玖珂郡   | 柳井町   |          | 「柳」の葉を「井」の字状に象ったもの                                                                                  | 不明                    | 1954年3月31日  |                                                                                        |
| 豊浦郡   | 豊浦町   |          | 五つの波で旧5町村（豊西村・黒井村・川棚村・宇賀村・小串町）・真ん中に「豊」を表し、それらを合わせて町を形づくったもの | 1957年5月2日            | 1980年4月5日   | 初代の町章である                                                                       |
| 徳山市   |          |          | 「とく」を表したもの                                                                                                  | 1953年11月26日          | 2003年4月21日  | 1953年10月8日に公表され、1953年11月27日に制定された                                    |
| 新南陽市 |          |          | 「南」を図案化したもの                                                                                                | 1970年11月2日           | 2003年4月21日  | 1958年に南陽町章として制定され、市制施行後に継承された                                 |
| 都濃郡   | 熊毛町   |          | 「くマ」を組み合わせ、鶴の形に象たもの                                                                                | 1963年10月16日          | 2003年4月21日  |                                                                                        |
| 都濃郡   | 鹿野町   |          | 「かの」を円形に合わせたもの                                                                                          | 1963年3月               | 2003年4月21日  |                                                                                        |
| 大島郡   | 大島町   |          | 蜜柑を図案化し、五枚の蜜柑葉で「大」を象っている                                                                      | 1952年 （月日不明）     | 2004年10月1日  |                                                                                        |
| 大島郡   | 久賀町   |          | 「久」を中心に、「か」を象形化し、「久」を囲むようにして図案化したもの                                                | 1930年12月27日          | 2004年10月1日  |                                                                                        |
| 大島郡   | 東和町   |          | 「と」を図案化したもの                                                                                                | 1960年5月10日           | 2004年10月1日  |                                                                                        |
| 大島郡   | 橘町     |          | 蜜柑を表したもの | 1965年3月11日           | 2004年10月1日  |                                                                                        |
| 光市     |          |          | 「光」を図案化したもの                                                                                                | 1948年1月26日           | 2004年10月4日  | 2代目の市章である                                                                      |
| 熊毛郡   | 大和町   |          | 「大と」を図案化したもの                                                                                              | 1968年3月11日           | 2004年10月4日  |                                                                                        |
| 厚狭郡   | 楠町     |          | 「くす」を図案化したもの                                                                                              | 1955年10月              | 2004年11月1日  |                                                                                        |
| 下関市   |          |          | 「関」をひし形に意匠化したもの                                                                                        | 1909年11月15日          | 2005年2月13日  | 初代の市章である                                                                       |
| 豊浦郡   | 菊川町   |          | 「菊」を配し、「川」を表したもの                                                                                      | 1959年1月 （日付不明）  | 2005年2月13日  |                                                                                        |
| 豊浦郡   | 豊田町   |          | 「四」つの「ト」をの中に「田」を配している                                                                            | 1955年3月16日           | 2005年2月13日  |                                                                                        |
| 豊浦郡   | 豊浦町   |          | 「ト」を図案化したもの                                                                                                | 1980年4月5日            | 2005年2月13日  | 色は青色が指定されている 2代目の町章である                                             |
| 豊浦郡   | 豊北町   |          | 「ホウ北」を図案化したもの                                                                                            | 1960年12月1日           | 2005年2月13日  |                                                                                        |
| 柳井市   |          |          | 「ヤナ」を図案化したもの                                                                                              | 1954年9月6日            | 2005年2月21日  | 初代の市章である 1963年4月10日に告示される                                             |
| 玖珂郡   | 大畠町   |          | 「大」を図案化したもの                                                                                                | 1964年10月6日           | 2005年2月21日  | 大畠村章として制定され、町制施行後に継承された                                         |
| 萩市     |          |          | 「ハギ」を図案化したもの                                                                                              | 1934年3月13日           | 2005年3月6日   | 2代目の市章である 色は赤色が指定されている                                             |
| 阿武郡   | 川上村   |          | 「川上」を図案化したもの                                                                                              | 1967年3月15日           | 2005年3月6日   |                                                                                        |
| 阿武郡   | 田万川町 |          | 「た川」を組み合わせて意匠化したもの                                                                                  | 1965年11月3日           | 2005年3月6日   | 2代目の町章である                                                                      |
| 阿武郡   | むつみ村 |          | 「む」を図案化したもの                                                                                                | 1969年12月1日           | 2005年3月6日   |                                                                                        |
| 阿武郡   | 須佐町   |          | 三つの「ス」を囲んだもの                                                                                              | 1955年1月1日            | 2005年3月6日   | 2代目の町章である 初代は益田氏の家紋を三つの「ス」を囲んだものであった                 |
| 阿武郡   | 旭村     |          | 「ア」を円形に纏めたもの                                                                                              | 1969年12月              | 2005年3月6日   | 1970年4月1日に再制定された                                                             |
| 阿武郡   | 福栄村   |          | 「フク」を図案化したもの                                                                                              | 1955年4月1日            | 2005年3月6日   | 1966年4月6日に再制定された                                                             |
| 小野田市 |          |          | 「小」を象ったもの | 1941年5月10日           | 2005年3月22日  |                                                                                        |
| 厚狭郡   | 山陽町   |          | 「山」を図案化したもの                                                                                                | 1973年3月29日           | 2005年3月22日  | 1956年5月に制定されていたのを再制定された                                              |
| 長門市   |          |          | 「長」を三角形に象り、「門」を円形に形どったもの                                                                      | 1954年7月27日           | 2005年3月22日  | 初代の市章である                                                                       |
| 大津郡   | 油谷町   |          | 「ゆヤ」を組み合わせたもの                                                                                            | 1964年5月1日            | 2005年3月22日  |                                                                                        |
| 大津郡   | 日置町   |          | 「ヘキ」を巧みに融合させて組み合わせたもの                                                                            | 1965年4月1日            | 2005年3月22日  | 日置村章として制定され、町制施行後に継承され、町制施行と同時の1978年4月1日に告示された |
| 大津郡   | 三隅町   |          | 「三」を中央にし、三つの「寸」を円形に配したもの                                                                      | 1941年11月3日           | 2005年3月22日  | 三隅村制時の1934年1月8日制定され、町制施行後に継承された                               |
| 吉敷郡   | 小郡町   |          | 「小」を図案化したもの                                                                                                | 1966年11月16日          | 2005年10月1日  | 色は黄色が指定されている                                                               |
| 吉敷郡   | 阿知須町 |          | 全体は「和」を表し、左半分は「こざとへん」・右半分は「可」を図案化したもの                                            | 1967年11月 （月日不明） | 2005年10月1日  |                                                                                        |
| 吉敷郡   | 秋穂町   |          | 円形と中央に鳩の形を象り、「ア」を意味したもの                                                                        | 1970年4月1日            | 2005年10月1日  |                                                                                        |
| 佐波郡   | 徳地町   |          | 「とく」を組み合わせたもの                                                                                            | 1972年6月28日           | 2005年10月1日  |                                                                                        |
| 玖珂郡   | 由宇町   |          | 「由宇」を亀の甲に図案化したもの                                                                                      | 1952年4月1日            | 2006年3月20日  |                                                                                        |
| 玖珂郡   | 本郷村   |          | 「本」を図案化したもの                                                                                                | 1970年7月1日            | 2006年3月20日  |                                                                                        |
| 玖珂郡   | 周東町   |          | 「シ」を図案化したもの                                                                                                | 1961年11月1日           | 2006年3月20日  |                                                                                        |
| 玖珂郡   | 錦町     |          | 「ニシキ」を図案化したもの                                                                                            | 1959年10月1日           | 2006年3月20日  |                                                                                        |
| 玖珂郡   | 美川町   |          | 「美川」を組み合わせて意匠化したもの                                                                                  | 1965年6月 （日付不明）  | 2006年3月20日  |                                                                                        |
| 玖珂郡   | 美和町   |          | ｢み｣と「○即ちわ」を図案化したもの                                                                                     | 1966年2月11日           | 2006年3月20日  |                                                                                        |
| 玖珂郡   | 玖珂町   |          | 「ク」と「ガ」を図案化したもの                                                                                        | 1961年3月30日           | 2006年3月20日  | 1959年12月14日に庁舎が焼失し、その後、1961年3月に再建し、その新築記念に制定された      |
| 美祢市   |          |          | 「美」を図案化したもの                                                                                                | 1954年9月29日           | 2008年3月21日  | 初代の市章である                                                                       |
| 美祢郡   | 秋芳町   |          | 「シュウホウ」を図案化したもの                                                                                        | 1955年11月9日           | 2008年3月21日  |                                                                                        |
| 美祢郡   | 美東町   |          | 「ミトウ」を図案化したもの                                                                                            | 1961年10月1日           | 2008年3月21日  |                                                                                        |
| 阿武郡   | 阿東町   |          | 「阿東」を象り、正五角形で形成し、五つの「ア」を以て「東」を擁護したもの                                              | 1967年11月17日          | 2010年1月16日  |                                                                                        |

### 書籍
- NHK情報ネットワーク 編著『NHKふるさとデータブック』 7（西日本編 中国 鳥取・島根・岡山・広島・山口）、日本放送出版協会、1992年5月1日。ISBN 4-14-009184-3。
- 国民文化協会 編『事典 シンボルと公式制度』国際図書、1968年。全国書誌番号:68014025。
- 近藤春夫『都市の紋章 一名・自治体の徽章』行水社、1915年。NDLJP:955061。
- 小学館辞典編集部 編『図典 日本の市町村章』（初版第1刷）小学館、2007年1月10日。ISBN 4095263113。
- 中川ケミカル 編『都市の旗と紋章』中川ケミカル〈シリーズ・人間とシンボル 第2号〉、1987年10月11日。全国書誌番号:89059062。
- 丹羽基二『日本の市章』 西日本、保育社〈カラーブックス〉、1984年5月5日。ISBN 4-586-50640-7。
- 望月政治 編『都章道章府章県章市章のすべて』日本出版貿易、1973年7月7日。全国書誌番号:72004737。

### 自治体書籍

#### 岩柳・周南・山防地区
- 徳山市役所『徳山市例規集』山口県徳山市。
- 新南陽市役所『新南陽市例規集』山口県新南陽市。
- 熊毛町役場『熊毛町例規集』山口県熊毛郡熊毛町。
- 周防大島町役場『周防大島町例規集』山口県大島郡周防大島町。
- 久賀町役場『久賀町例規集』山口県大島郡久賀町。
- 橘町役場『橘町例規集』山口県大島郡橘町。
- 東和町役場『東和町例規集』山口県大島郡東和町。
- 和木町役場『和木町例規集』山口県玖珂郡和木町。
- 上関町役場『上関町例規集』山口県熊毛郡上関町。
- 大和町役場『大和町例規集』山口県熊毛郡大和町。
- 小郡町役場『小郡町例規集』山口県吉敷郡小郡町。
- 阿知須町役場『阿知須町例規集』山口県吉敷郡阿知須町。
- 徳地町役場『徳地町例規集』山口県佐波郡徳地町。
- 阿東町役場『阿東町例規集』山口県吉敷郡阿東町。
- 秋穂町史編集委員会『秋穂町史』山口県吉敷郡秋穂町、1982年。
- 徳地町史編集委員会『徳地町史』山口県佐波郡徳地町、2005年。
- 由宇町役場『由宇町例規集』山口県玖珂郡由宇町。
- 玖珂町役場『広報くが 昭和36年3月30日号』山口県玖珂郡玖珂町、1961年3月30日。
- 玖珂町80周年のあゆみ作成委員会『玖珂町町制施行80周年記念誌』山口県玖珂郡玖珂町、2006年3月。
- 美川町役場『美川町史』山口県玖珂郡美川町、1969年10月。
- 美川町史編集委員会『続美川町史』山口県玖珂郡河町、1991年3月。
- 美和町役場『美和町史』山口県玖珂郡美和町、1985年3月。

#### 厚狭・豊関・長北地区
- 山陽町役場『山陽町例規集』山口県厚狭郡山陽町。
- 下関市役所『旧・下関市例規集』山口県下関市。
- 菊川町教育委員会『菊川町史』山口県豊浦郡菊川町、1970年。
- 豊田町史編纂委員会『豊田町史』山口県豊浦郡豊田町、1979年。
- 豊浦町役場『豊浦町例規集』山口県豊浦郡豊浦町。
- 豊北町役場『豊北町例規集』山口県豊浦郡豊北町。
- 萩市役所『旧・萩市例規集』山口県萩市。
- 川上村役場『川上村例規集』山口県阿武郡川上村。
- 田万川町役場『田万川町例規集』山口県阿武郡田万川町。
- むつみ村役場『むつみ村例規集』山口県阿武郡むつみ村。
- 旭村役場『旭村例規集』山口県阿武郡旭村。
- 福栄村役場『福栄村例規集』山口県阿武郡福栄村。
- 長門市役所『旧・長門市例規集』山口県長門市。
- 油谷町役場『油谷町例規集』山口県大津郡油谷町。
- 日置町役場『日置町例規集』山口県大津郡日置町。
- 三隅町役場『三隅町例規集』山口県大津郡三隅町。
- 美祢市役所『美祢市例規集』山口県美祢市。